# Argentré (Mayenne)
Pour les articles homonymes, voir Argentré.
Cet article possède un paronyme, voir Argentan.
Argentré est une commune française située dans le département de la Mayenne en région Pays de la Loire, peuplée au dernier recensement de 2022 de 2 908 habitants appelés les Argentréens.
La commune fait partie de la province historique du Maine, et se situe dans le Bas-Maine.

## Géographie
La commune est située sur une colline dominant la Jouanne.

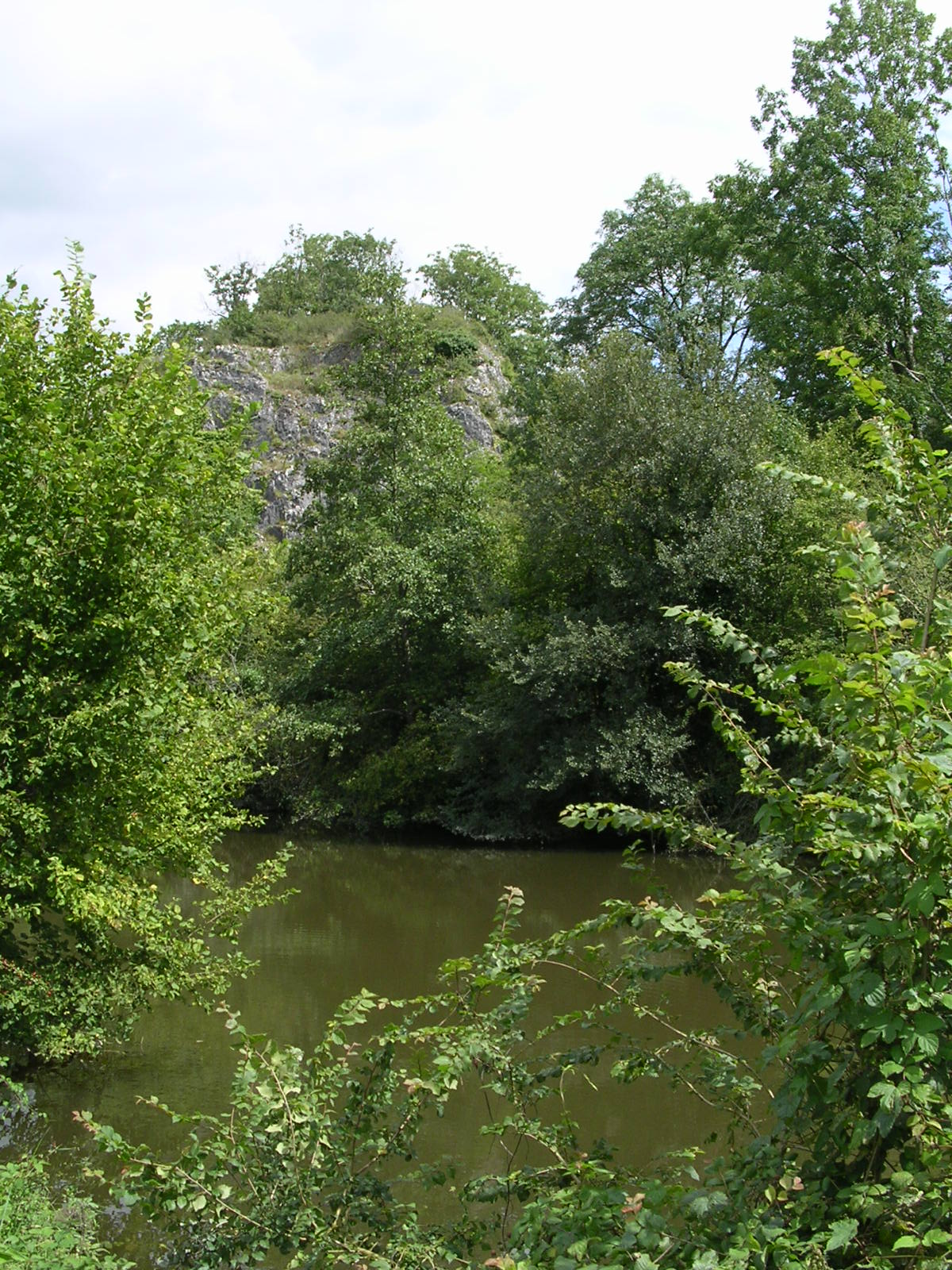
Rive de la Jouanne.

### Climat
Le climat qui caractérise la commune est qualifié, en 2010, de « climat océanique altéré », selon la typologie des climats de la France qui compte alors huit grands types de climats en métropole. En 2020, la commune ressort du même type de climat dans la classification établie par Météo-France, qui ne compte désormais, en première approche, que cinq grands types de climats en métropole. Il s’agit d’une zone de transition entre le climat océanique, le climat de montagne et le climat semi-continental. Les écarts de température entre hiver et été augmentent avec l'éloignement de la mer. La pluviométrie est plus faible qu'en bord de mer, sauf aux abords des reliefs.
Les paramètres climatiques qui ont permis d’établir la typologie de 2010 comportent six variables pour les températures et huit pour les précipitations, dont les valeurs correspondent aux données mensuelles sur la normale 1971-2000. Les sept principales variables caractérisant la commune sont présentées dans l'encadré ci-après.
| Paramètres climatiques communaux sur la période 1971-2000 - Moyenne annuelle de température : 11,2 °C - Nombre de jours avec une température inférieure à −5 °C : 2,3 j - Nombre de jours avec une température supérieure à 30 °C : 3,4 j - Amplitude thermique annuelle : 13,8 °C - Cumuls annuels de précipitation : 800 mm - Nombre de jours de précipitation en janvier : 12,3 j - Nombre de jours de précipitation en juillet : 6,9 j |

Avec le changement climatique, ces variables ont évolué. Une étude réalisée en 2014 par la Direction générale de l'Énergie et du Climat complétée par des études régionales prévoit en effet que la température moyenne devrait croître et la pluviométrie moyenne baisser, avec toutefois de fortes variations régionales. La station météorologique de Météo-France installée sur la commune et en service de 1971 à 2020 permet de connaître l'évolution des indicateurs météorologiques. Le tableau détaillé pour la période 1981-2010 est présenté ci-après.
| Mois                                  | jan.            | fév.             | mars           | avril           | mai           | juin            | jui.          | août          | sep.         | oct.            | nov.          | déc.            | année     |
| ------------------------------------- | --------------- | ---------------- | -------------- | --------------- | ------------- | --------------- | ------------- | ------------- | ------------ | --------------- | ------------- | --------------- | --------- |
| Température minimale moyenne (°C)     | 1,7             | 1,4              | 3,2            | 4,7             | 8,3           | 10,9            | 12,7          | 12,4          | 10           | 7,9             | 4,2           | 2,1             | 6,7       |
| Température moyenne (°C)              | 4,8             | 5,2              | 7,8            | 10              | 13,7          | 16,8            | 18,7          | 18,7          | 15,8         | 12,3            | 7,7           | 5,1             | 11,4      |
| Température maximale moyenne (°C)     | 7,9             | 9                | 12,4           | 15,3            | 19,1          | 22,6            | 24,8          | 24,9          | 21,6         | 16,7            | 11,3          | 8,2             | 16,2      |
| Record de froid (°C) date du record   | −16 08.01.1985  | −14,5 10.02.1991 | −11,3 01.03.05 | −4,5 12.04.1986 | −2 05.05.1979 | 1,2 01.06.06    | 4,5 12.07.00  | 3 29.08.1989  | 1,5 19.09.07 | −4,5 30.10.1997 | −8 23.11.1993 | −10,6 29.12.05  | −16 1985  |
| Record de chaleur (°C) date du record | 16,1 13.01.1993 | 20 27.02.19      | 23,5 20.03.05  | 27,4 15.04.15   | 31,5 27.05.05 | 37,5 26.06.1976 | 38,7 23.07.19 | 39,5 10.08.03 | 35 14.09.20  | 28 03.10.11     | 21,5 07.11.15 | 16,9 16.12.1989 | 39,5 2003 |
| Précipitations (mm)                   | 79,2            | 57,8             | 57,1           | 56,1            | 66            | 50,8            | 56,4          | 45            | 68           | 82,5            | 73,6          | 82,3            | 774,8     |

## Urbanisme

### Typologie
Au 1er janvier 2024, Argentré est catégorisée bourg rural, selon la nouvelle grille communale de densité à sept niveaux définie par l'Insee en 2022.
Elle appartient à l'unité urbaine d'Argentré, une unité urbaine monocommunale constituant une ville isolée,. Par ailleurs la commune fait partie de l'aire d'attraction de Laval, dont elle est une commune de la couronne,. Cette aire, qui regroupe 66 communes, est catégorisée dans les aires de 50 000 à moins de 200 000 habitants,.

### Occupation des sols
L'occupation des sols de la commune, telle qu'elle ressort de la base de données européenne d’occupation biophysique des sols Corine Land Cover (CLC), est marquée par l'importance des territoires agricoles (94,9 % en 2018), en diminution par rapport à 1990 (98,3 %). La répartition détaillée en 2018 est la suivante :
terres arables (49,3 %), prairies (34,9 %), zones agricoles hétérogènes (10,6 %), zones urbanisées (3,4 %), espaces verts artificialisés, non agricoles (1,6 %), zones industrielles ou commerciales et réseaux de communication (0,1 %). L'évolution de l’occupation des sols de la commune et de ses infrastructures peut être observée sur les différentes représentations cartographiques du territoire : la carte de Cassini (XVIIIe siècle), la carte d'état-major (1820-1866) et les cartes ou photos aériennes de l'IGN pour la période actuelle (1950 à aujourd'hui).

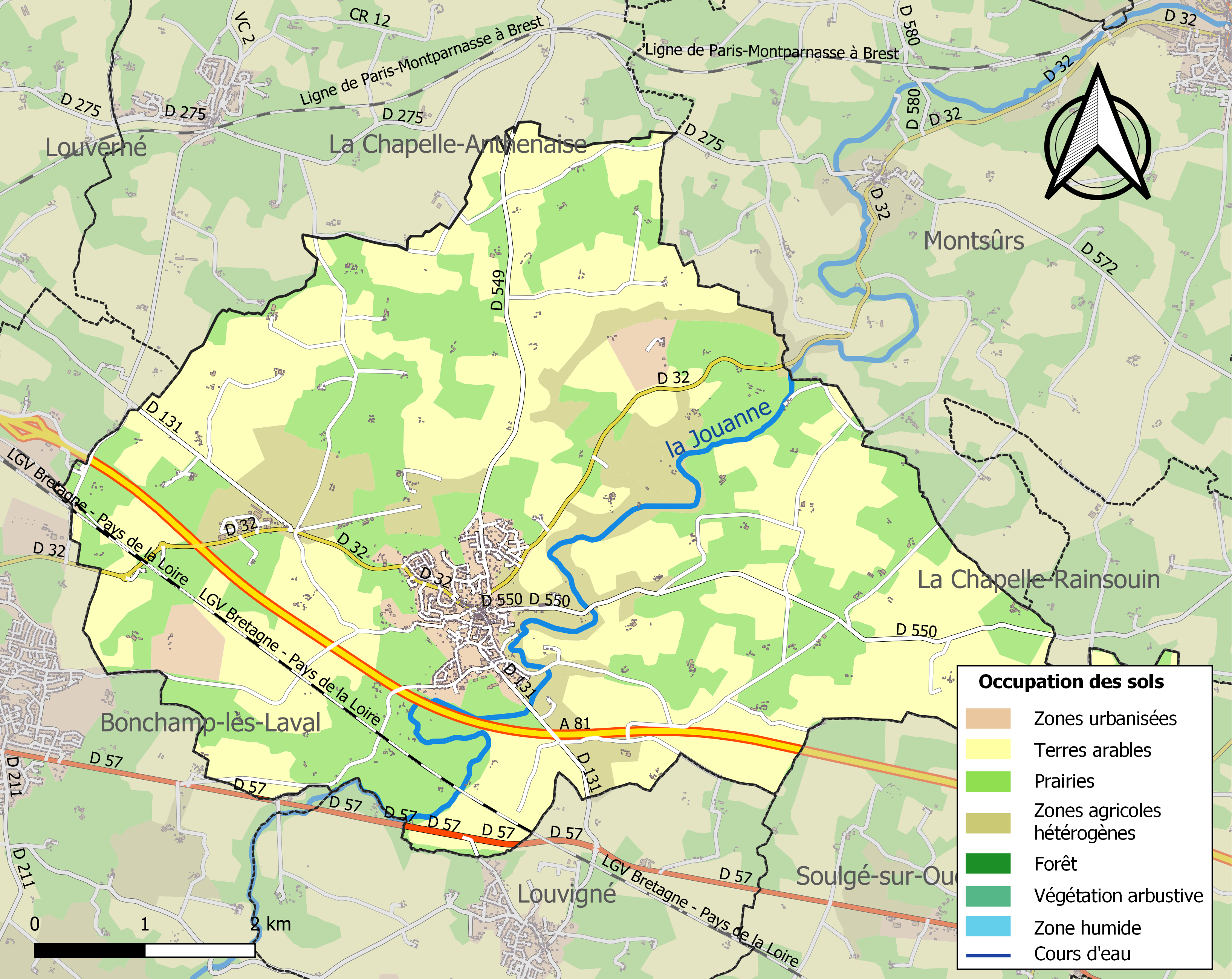
Carte des infrastructures et de l'occupation des sols de la commune en 2018 (CLC).

## Toponymie
Le nom de la localité est attesté sous la forme Argentrato au IXe siècle. Argentré remonte au type toponymique gaulois Argento-raton « fortification d'argent » latinisé en Argentoratum dans les textes (cf. Strasbourg ancien Argentoratum également). L'évolution phonétique est régulière ARGENTR-ATU a abouti à Argentr-é (cf. QUADRATU > carré, SACRATU> sacré, etc.). En revanche, beaucoup de noms de lieux de la région présentent une terminaison -é qui correspond à la variante régionale de la forme prise par le suffixe -(I)ACU, d'origine gauloise (-acon).

## Histoire

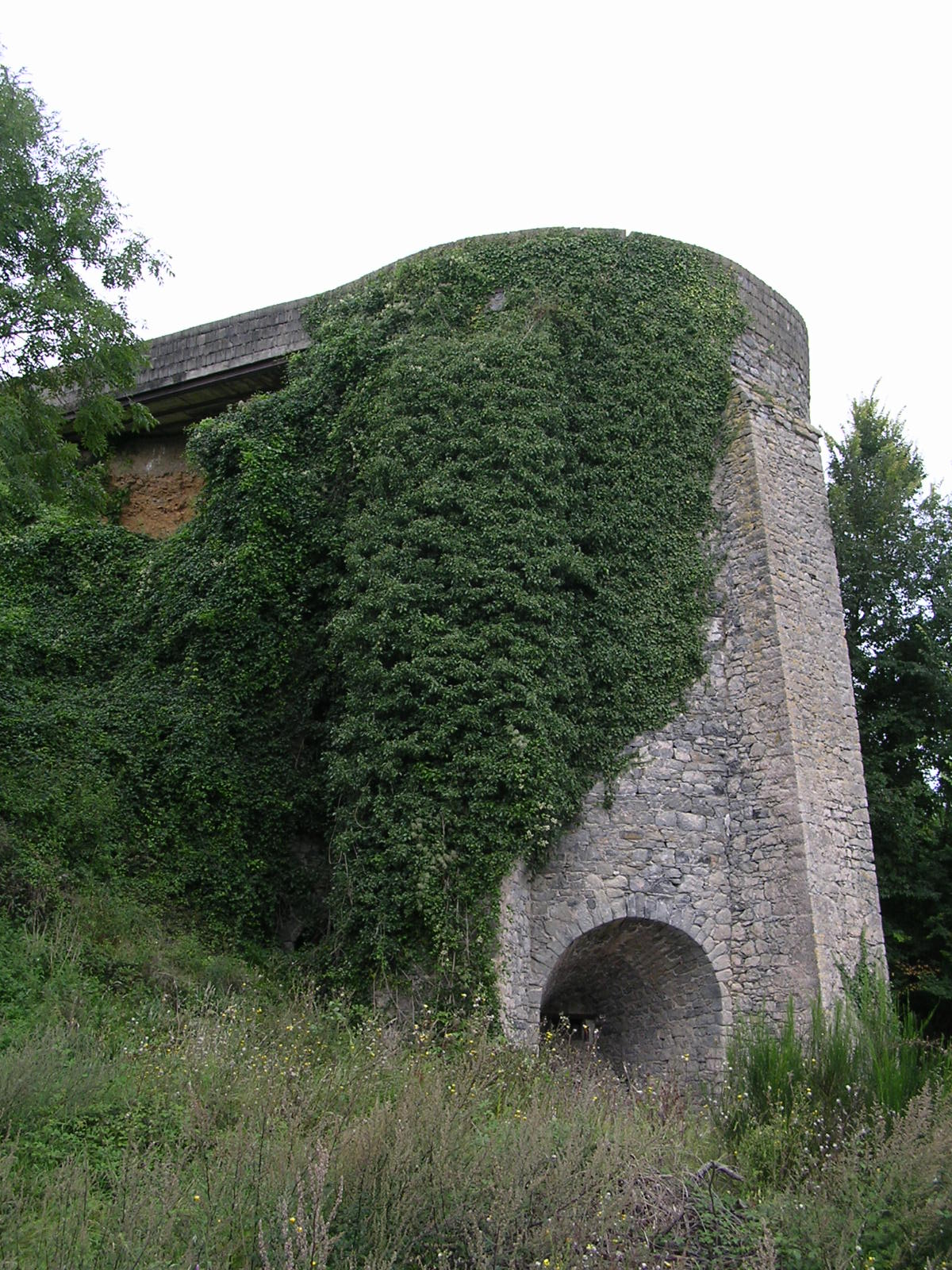
L'un des fours à chaux de la commune au lieu-dit Montroux.

En 1884, ont été découverts dans une carrière un trésor du IVe ou Ve siècle, une tombe riche d'un Romain, avec une sépulture en bois ferré, contenant deux bagues en or, trois bracelets en argent décorés, une chaînette en or fin en fil tressé, un vase de verre aux parois épaisses, une chevalière en or, un gobelet, verre fin en forme de tulipe, un gobelet en céramique et deux vases de poterie grise. Ils sont conservés au Musée archéologique départemental de Jublains.
Les fours à chaux du Rocher sont construits en 1843, éteints depuis 1980, deux fours sont détruits en 1987. Il existait antérieurement, au lieu-dit Montroux, un premier four à chaux dont les vestiges sont en assez bon état de conservation. L'autorisation avait été donnée en 1828 à Alexandre Patier de faire construire un four à chaux, alimenté au charbon de terre, au lieu appelé la Vallée de Montroux.

### Le chemin de fer
Argentré était desservi par la ligne de chemin de fer départemental reliant Laval à Saint-Jean-sur-Erve. Cette ligne fut ouverte à l'exploitation le 8 mai 1900. À partir du 8 novembre 1934, le service fut transféré sur route. En 1935, seuls vingt-quatre trains spéciaux circulèrent sur la ligne qui fut définitivement fermée le 1er mai 1935. En 1902, la gare d'Argentré avait accueilli 16 118 voyageurs, ce qui en faisait la 2e gare la plus fréquentée de la ligne après Laval-Ville. La halte du Rocher, située dans la commune, avait accueilli 7 745 voyageurs cette même année.

## Héraldique
| Blason de Argentré | Blason  | Parti d'or à trois forces de sable, et de gueules à la croix dentelée d'argent. |
| Blason de Argentré | Détails | Le statut officiel du blason reste à déterminer.                                |

## Politique et administration

### Liste des maires
| Période   | Période   | Identité                                            | Étiquette    | Qualité |
| --------- | --------- | --------------------------------------------------- | ------------ | --- |
| 1793      | 1817      | Ambroise Verger                                     |              | |
| 1817      | 1825      | Denis Turmeau                                       |              | |
| 1825      | 1832      | Sébastien Berset d'Hauterives                       | Royaliste    | Propriétaire du Château de Hauterive |
| 1832      | 1836      | Mathurin Rousseau                                   |              | |
| 1836      | 1840      | Paul Nourry                                         |              | |
| 1840      | 1850      | Jean-Baptiste-Sébastien Berset d'Hauterives         | Royaliste    | Propriétaire du Château de Hauterive |
| 1855      | 1864      | M. Gaultier de la Villaudray                        |              | |
| 1865      | 1871      | Louis Augustin Paumard                              |              | |
| 1871      | 1906      | Henri Letourneurs du Val                            |              | Avocat, propriétaire du château de Grenusse |
| 1906      | 1908      | Auguste Fouquet                                     |              | Propriétaire |
| 1908      | mai 1925  | Henri Letourneurs du Val                            |              | Propriétaire du château de Grenusse |
| mai 1925  | mars 1959 | François Brisard                                    | URD puis DVD | Entrepreneur de travaux publics Conseiller général d'Argentré, nommé membre de la Commission administrative départementale en 1941 (1919 → 1940 et 1945 → 1959) |
| mars 1959 | mars 1983 | René Brisard (1908-2009, neveu de François Brisard) |              | Entrepreneur, maire honoraire |
| mars 1983 | mars 2001 | Michel Descottes                                    |              | Notaire |
| mars 2001 | En cours  | Christian Lefort                                    | SE-DVD       | Directeur de société 2e vice-président de Laval Agglomération (2014 → 2020) 13e vice-président de Laval Agglomération (2020 → )                                 |

### Jumelages
- Babenhausen (Allemagne) depuis 1992.

## Démographie
L'évolution du nombre d'habitants est connue à travers les recensements de la population effectués dans la commune depuis 1793. Pour les communes de moins de 10 000 habitants, une enquête de recensement portant sur toute la population est réalisée tous les cinq ans, les populations de référence des années intermédiaires étant quant à elles estimées par interpolation ou extrapolation. Pour la commune, le premier recensement exhaustif entrant dans le cadre du nouveau dispositif a été réalisé en 2005.
En 2022, la commune comptait 2 908 habitants, en évolution de +4,53 % par rapport à 2016 (Mayenne : −0,73 %, France hors Mayotte : +2,11 %).
| 1793  | 1800  | 1806  | 1821  | 1831  | 1836  | 1841  | 1846  | 1851  |
| ----- | ----- | ----- | ----- | ----- | ----- | ----- | ----- | ----- |
| 1 600 | 1 486 | 1 480 | 1 490 | 1 591 | 1 702 | 1 702 | 1 733 | 1 777 |

| 1856  | 1861  | 1866  | 1872  | 1876  | 1881  | 1886  | 1891  | 1896  |
| ----- | ----- | ----- | ----- | ----- | ----- | ----- | ----- | ----- |
| 1 782 | 1 745 | 1 676 | 1 564 | 1 576 | 1 458 | 1 427 | 1 468 | 1 414 |

| 1901  | 1906  | 1911  | 1921  | 1926  | 1931  | 1936  | 1946  | 1954  |
| ----- | ----- | ----- | ----- | ----- | ----- | ----- | ----- | ----- |
| 1 456 | 1 401 | 1 330 | 1 203 | 1 201 | 1 155 | 1 078 | 1 158 | 1 155 |

| 1962  | 1968  | 1975  | 1982  | 1990  | 1999  | 2005  | 2006  | 2010  |
| ----- | ----- | ----- | ----- | ----- | ----- | ----- | ----- | ----- |
| 1 087 | 1 043 | 1 246 | 1 844 | 2 160 | 2 325 | 2 487 | 2 480 | 2 681 |

| 2015  | 2020  | 2022  | - | - | - | - | - | - |
| ----- | ----- | ----- | - | - | - | - | - | - |
| 2 766 | 2 831 | 2 908 | - | - | - | - | - | - |

## Lieux et monuments
- L'église paroissiale Saint-Cyr-et-Sainte-Julitte, dédiée à saint Cyr et à sa mère sainte Julitte, martyrs chrétiens du IVe siècle. Comme l’atteste une inscription, en 1460, la voûte, la nef et la charpente furent restaurées et les deux arcades latérales du chœur ainsi que les bas-côtés furent alors construits. En 1867, un appendice est ajouté à la sacristie. La façade romane a été démolie en 1901, remplacée par la façade actuelle ; la tour du clocher est alors refaite et les bas-côtés sont surélevés[25]. Elle est classée partiellement monument historique depuis l'arrêté du 12 octobre 1910[26]. De l'époque romane, l'église a conservé le chœur (qui contient des fresques du XIIIe siècle), le transept et la tour située au sud de l’église. L'horloge du clocher a été installée vers 1875 par la société Lussault de Tiffauges en Vendée[27] et ce mécanisme, qu'il fallait remonter chaque jour, et désormais remplacé, est exposé dans le hall de la mairie.
- Le château d'Hauterive.
- Le château de Grenusse.
- Le château de Montaigu.
- Le manoir du Petit Nazé.
- Le manoir des Nuillés.
- Le château de Vaucenay.
- La base de loisirs de l'étang des Alleux.

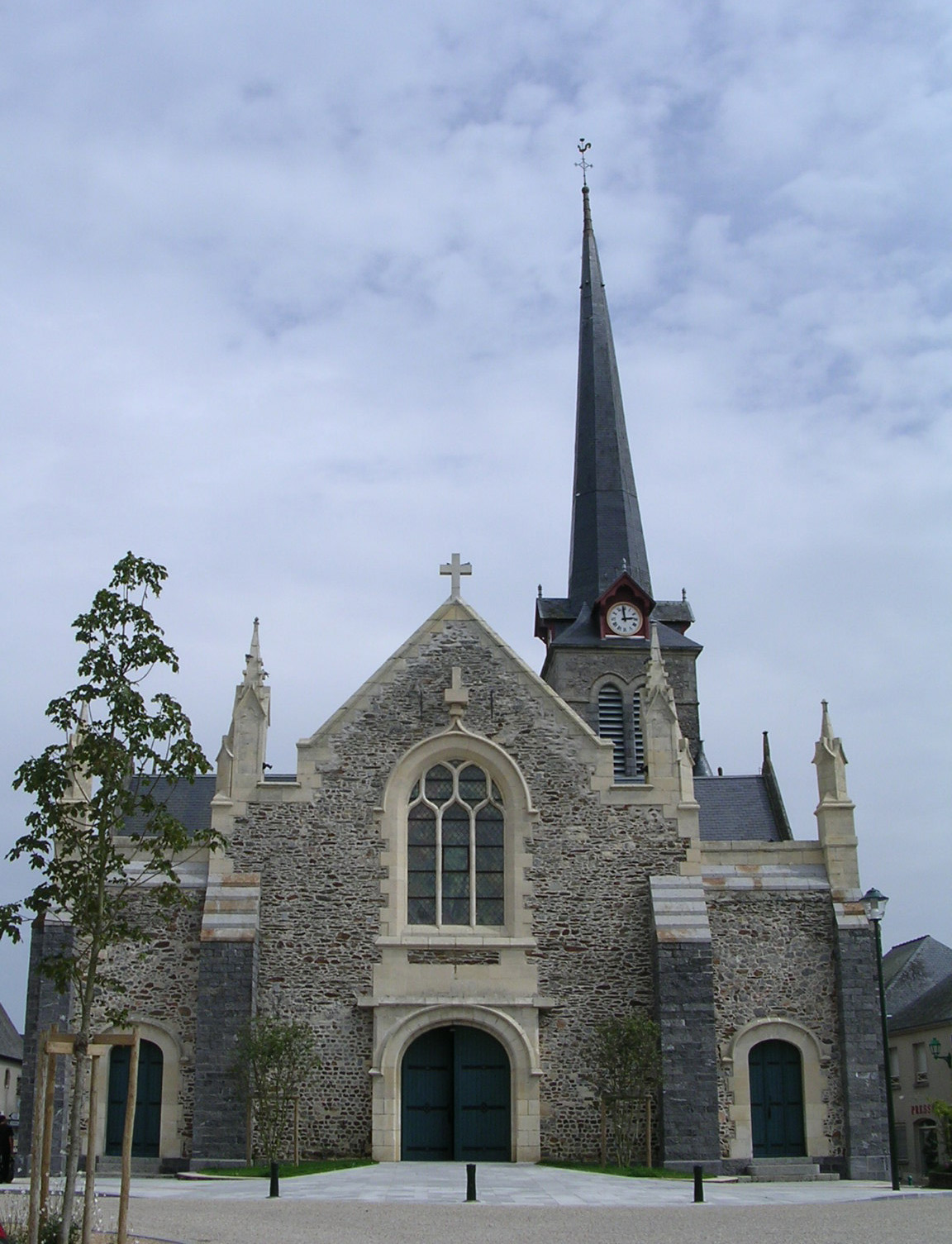
L'église Saint-Cyr-et-Sainte-Julitte.
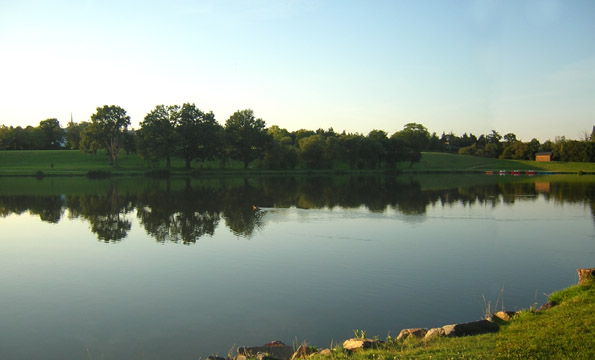
La base de loisirs de l'étang des Alleux.

## Culture
En 2014, Jean Echenoz place sa nouvelle Caprice de la reine – homonyme au recueil de sept intitulé Caprice de la reine – au centre d'une colline au lieu-dit le Pirli à Argentré de laquelle il effectue une description cinématographique à 360 degrés du paysage de la Mayenne qui l'entoure,.
En 2014 également, Aurélien Bellanger publie son second roman, L'Aménagement du territoire, et place l'intrigue dans une commune imaginaire, Argel, largement inspirée de la commune d'Argentré.

## Personnalités liées à la commune
- Jean-Baptiste-Sébastien Berset d'Hauterives (1773-1855), militaire français, maire d'Argentré ;
- Thibault de Montalembert a vécu toute son enfance au château familial de Hauterive, jusqu'en 1975. Ses ancêtres, le comte et la comtesse de Fitzerald, sont inhumés dans la chapelle du château[réf. nécessaire].